# Heley de Abreu Silva Batista
Pour les articles homonymes, voir Batista.
Heley de Abreu Silva Batista (12 août 1974 - 5 octobre 2017) est une enseignante brésilienne. Elle s'est fait connaitre après avoir donné sa propre vie dans un acte de courage pour sauver des enfants dans le massacre de Janaúba (en). Elle a sauvé au moins 25 enfants, étant considérée comme une héroïne nationale,.

## Biographie
En tant qu'enseignante, l'une de ses principales motivations était l'inclusion des élèves handicapés, domaine dans lequel elle s'est spécialisée en 2016.
Le 5 octobre 2017, Silva Batista est considérée comme une héroïne nationale pour avoir sauvé plusieurs enfants d'un incendie à la crèche Gente Inocente à Janaúba, dans le Minas Gerais. Heley, qui est venue se battre avec le gardien qui a allumé le feu, a eu quatre-vingt-dix pour cent de son corps brûlé, ce qui a entraîné sa mort.
Après la veillée, qui a rassemblé des centaines de personnes au salon funéraire municipal, le cercueil avec le corps de l'enseignant a été placé dans un camion des pompiers et une procession a transporté la dépouille dans les rues de la ville jusqu'au cimetière de São Lucas.
En 2005, elle avait perdu son enfant, noyé dans la piscine d'un club.

## Hommage
Ordre national du mérite
Devant l'acte de bravoure, considéré comme un geste de courage et d'héroïsme pour sauver la vie de ses élèves, le président Michel Temer a décidé de lui décerner, post mortem, l'Ordre National du Mérite brésilien (en),.